# Старорусский трамвай
Трамвай Старой Руссы — трамвайная система, функционировавшая в городе Старая Русса с 1922 до 1941 года.

## История

### Строительство
В 1915 году в связи с начавшимися боевыми действиями и угрозой оккупации, в Старую Руссу были эвакуированы трамвайные вагоны и всё трамвайное хозяйство из прибалтийского курорта Кемери.
В 1918 году Старорусский Совет рабочих, солдатских и крестьянских депутатов принял решение о постройке городского электрического трамвая на базе эвакуированного имущества.
В 1919 году началось строительство трамвайной линии от вокзала до парка курорта.

В городе идут спешные работы по постройке трамвайного пути. Уже уложены рельсы от центра города до парка минвод. Трамвай оживит окраины города и придаст Старой Руссе более городской вид.— Новгородская газета «Звезда», октябрь 1919 г.
К началу 1922 года рельсовый путь был уложен на всём протяжении, за исключением подхода к мосту через реку Полисть со стороны Гостинодворной улицы (Ленина). Велись активные работы в трамвайном парке, был проведен ремонт моторов, трамвайных вагонов, полностью отремонтирован паровоз, установлено больше половины деревянных и железных столбов для токопроводного устройства.

### Паровой трамвай
В июне 1922 года управление постройки трамвая заключило договор с предпринимателями Н. Долгополовым, В. Буровским и Л. Павловым об аренде паровоза, четырёх прицепных вагонов и двух грузовых платформ, для устройства движения трамвая.
11 июня 1922 года началось движение парового трамвая от вокзала до Курорта. На линии работал состав, состоящий из паровоза с прицепными трамвайными вагонами.

С 11 июня в Старой Руссе ходит «трамвай», вернее, небольшой паровозик с двумя вагонами для перевозки публики и багажа. Трамвай свои рейсы приспособляет к часам прибытия и отправления поездов и идет от железной дороги до самого парка. Следовало бы ему работать и в час возвращения публики из театров, потому что среди возвращающихся слышны сожаления, что нет трамвая.— Старорусская газета «Красный пахарь», июнь 1922 г.
Паровик проработал весь летний сезон до 1 октября, затем закончился срок аренды и трамвай был возвращен коммунальному хозяйству города.
В следующем 1923 году вновь встал вопрос о пассажирских перевозках в летний курортный сезон. На этот раз эксплуатацией парового трамвая занималось непосредственно Управление коммунального хозяйства. В этом сезоне трамвай проработал с 17 июня (?) по 1 октября.

### Электрический трамвай
В 1924 году создан комбинат «Электровод», в который вошли электростанция, водопровод, трамвай и другие коммунальные предприятия города.
Летом 1924 года была завершена электрификация линии и 6 июля 1924 года состоялось торжественное открытие движение электрического трамвая.
Трамвай исправно служил городу до начала Великой Отечественной войны. Старожилы вспоминают, что в начале июля 1941 года, когда шла спешная эвакуация, трамвай ещё делал рейсы.
Во время Великой Отечественной войны трамвайное хозяйство было полностью разрушено и больше не восстанавливалось.

## Маршрут
Трасса единственного маршрута трамвая проходила от железнодорожного вокзала по улице Карла Либкнехта (ныне — Санкт-Петербургская улица), через «Живой мост», далее по улицам Советской (ныне — Воскресенская улица), Карла Маркса (ныне — Крестецкая) и Минеральной до парка курорта. Трамвайная линия была однопутной, с тупиками на конечных пунктах и с тремя промежуточными разъездами. Длина маршрута составляла 2,5 км. Трамвайное депо располагалось на Введенской улице (Халтурина), рядом с городской электростанцией.

## Подвижной состав
Подвижной состав старорусского трамвая состоял из эвакуированных в 1915 году из Кемери паровоза и вагонов узкой колеи (1000 мм):
- Паровоз «Артур Коппель»[англ.];
- 5 моторных вагонов «Фениксъ»;
- 4 прицепных вагона;
- 2 прицепные грузовые платформы.